# Gerygone albofrontata
Gerygone albofrontata е вид птица от семейство Acanthizidae.

## Разпространение
Видът е разпространен в Нова Зеландия.